# Культура Экваториальной Гвинеи

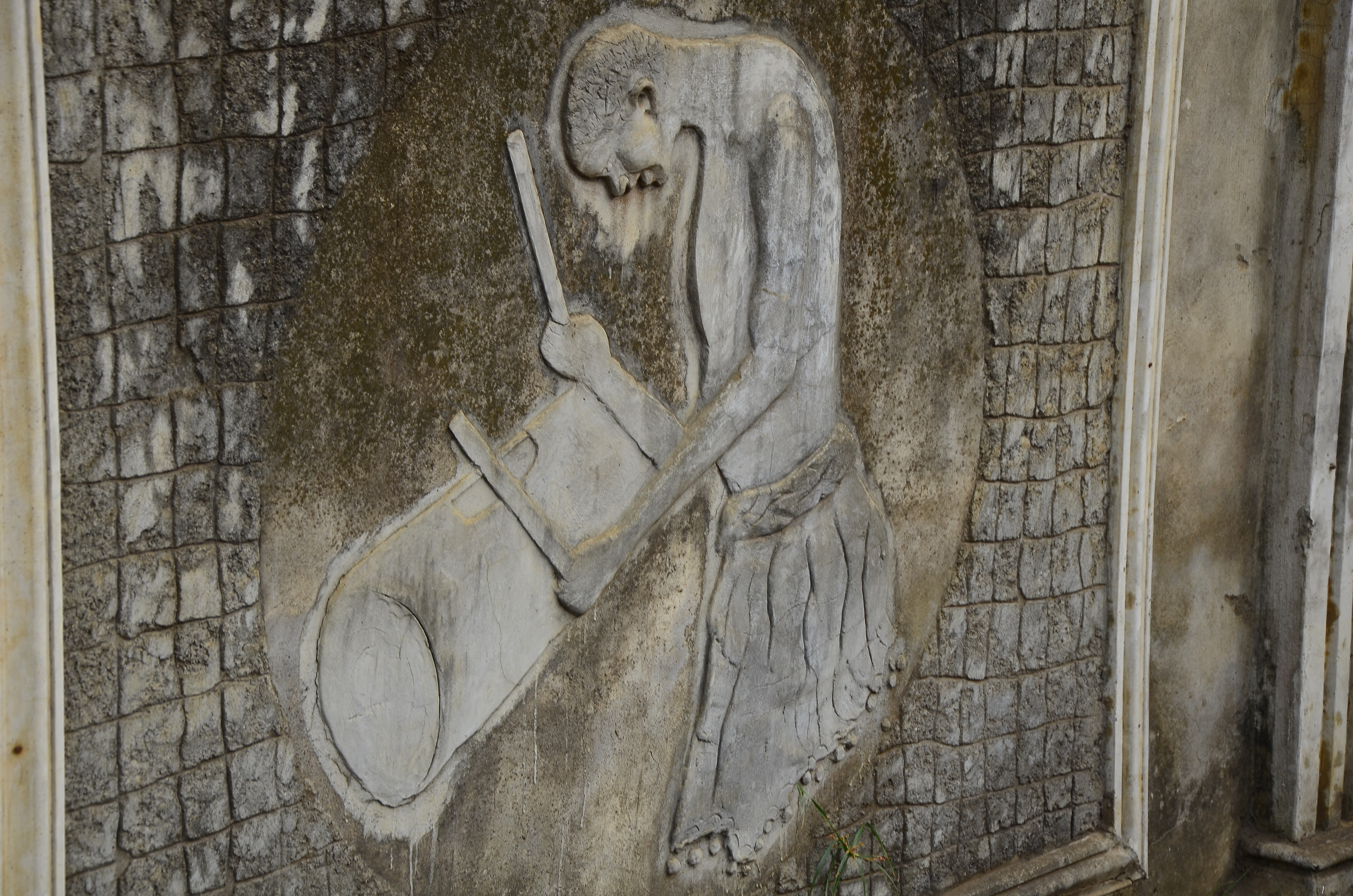

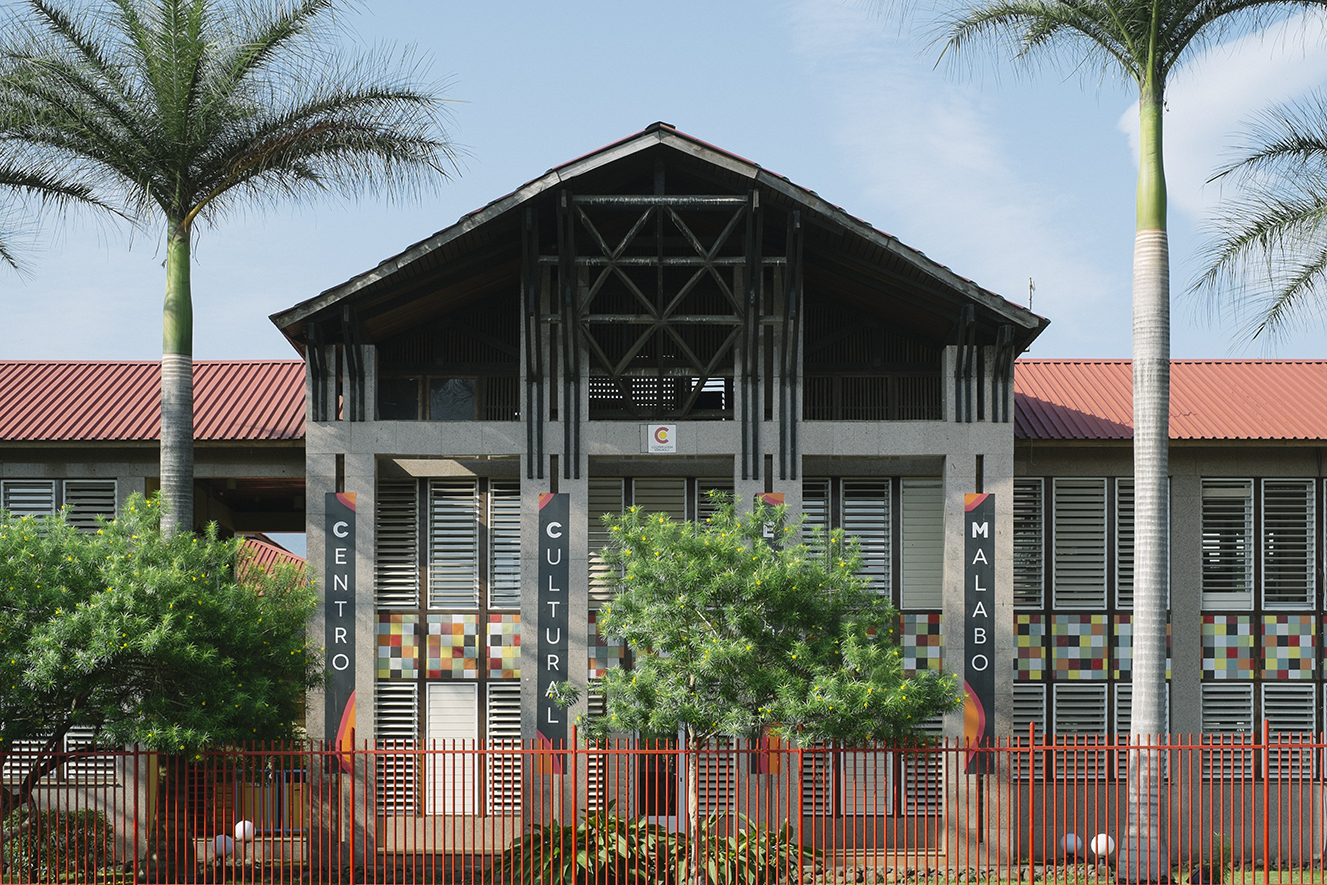
Centro Cultural de España (Культурный центр Испании) в Малабо.

Находясь на богатом африканском континенте, Экваториальная Гвинея остаётся укоренившейся в древних ритуалах и песнях. Это особенно характерно для народа фанга, народа, чьи территории начинаются на южной окраине Камеруна к югу от Криби, Джума и Мванган в Южном регионе и продолжаются на юг через границу, включая весь Рио-Муни в Экваториальной Гвинее, а оттуда на юг в Габон и Конго. Столичный остров Биоко в значительной степени находился под влиянием испанских обычаев и традиций колониального периода, когда в стране были развиты системы образования и здравоохранения.

## Традиции
Многие фермеры буби до сих пор придерживаются своих древних обычаев. Одним из самых известных праздников страны является абира, который, как считается, очищает общество от зла. Танец балеле исполняется вдоль побережья в течение всего года, а на Биоко — на Рождество.

## Религия, раса и язык
Большинство людей в стране номинально являются христианами, но исповедуют сочетание римского католицизма и традиционных языческих обычаев.
Испанский, французский и португальский являются официальными языками страны.
Несмотря на значительное влияние испанской культуры и римско-католической религии, которое в Биоко более заметно, чем на материке, жители Экваториальной Гвинеи живут в основном в соответствии с древними обычаями, которые возродились после обретения независимости. Среди фангов материка сохранились колдовство, традиционная музыка (в которой используются арфа фангов, ксилофон, большие барабаны и деревянная труба), а также сторителлинг. Испанская помощь в значительной степени ориентирована на образовательные и медицинские услуги. Среди фермеров-буби острова Биоко до сих пор соблюдаются некоторые древние обычаи.

## Музыка
Народ фанг известен благодаря мвету, инструменту, который выглядит как нечто среднее между цитрой и арфой и может иметь до пятнадцати струн. Полусферическая часть этого инструмента сделана из бамбука, а струны прикреплены к центру волокнами. Музыка для мвета написана в форме нотной записи, которую могут выучить только посвященные общества бебом-мвет. Музыка, как правило, представляет собой отклик-ответ с чередованием хора и барабанов.
Такие музыканты, как Эйи Моан Ндонг, помогли популяризировать народные жанры.

## Кинематограф
Хуан Пабло Эбанг Эсоно — один из лучших кинорежиссёров страны. В 2010 году Эсоно снял «Терезу» — первый среднеметражный фильм, снятый в Экваториальной Гвинее.